# St.-Georgen-Kirche (Schwarzenberg)

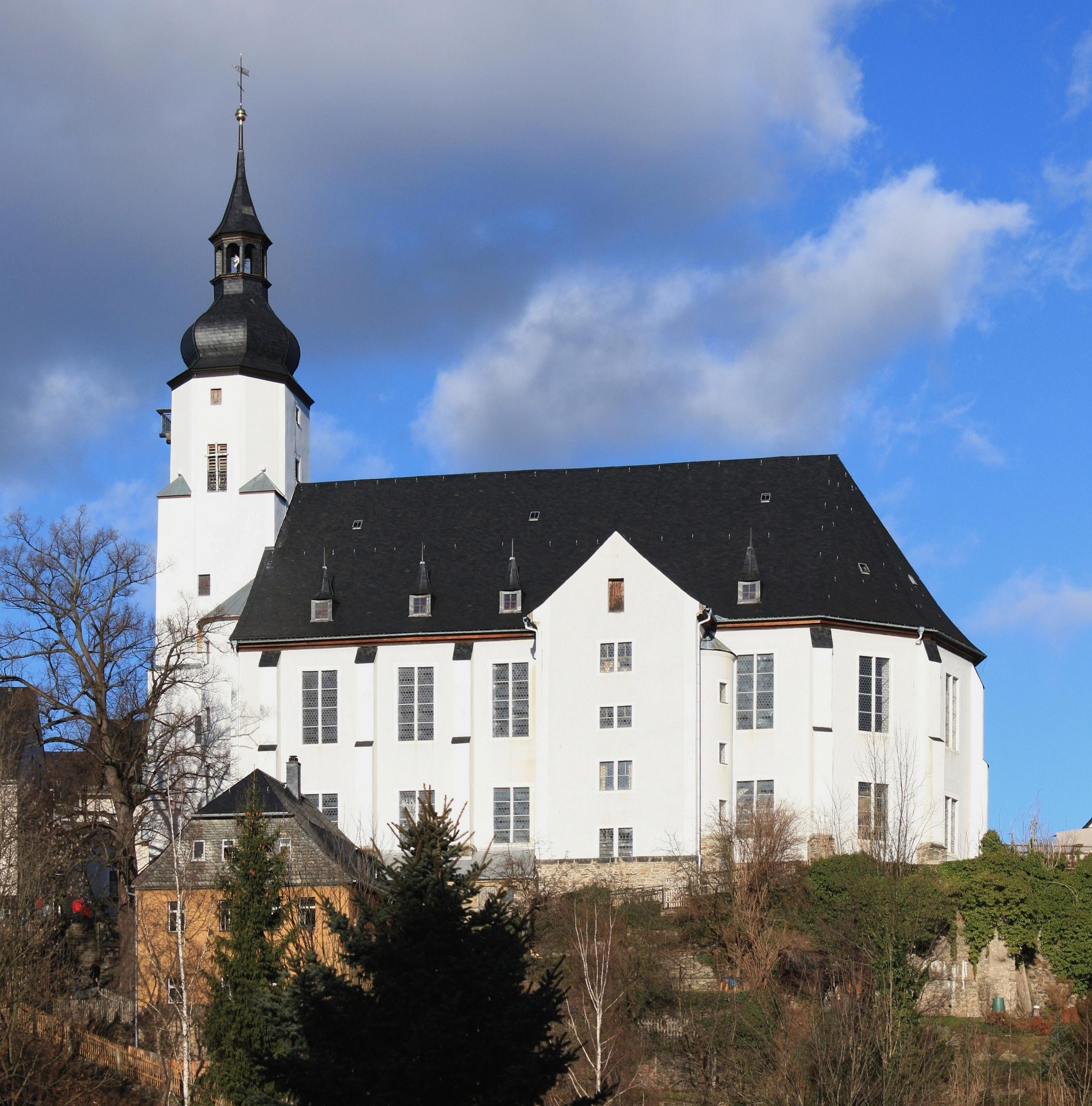
Ansicht aus Richtung Süden

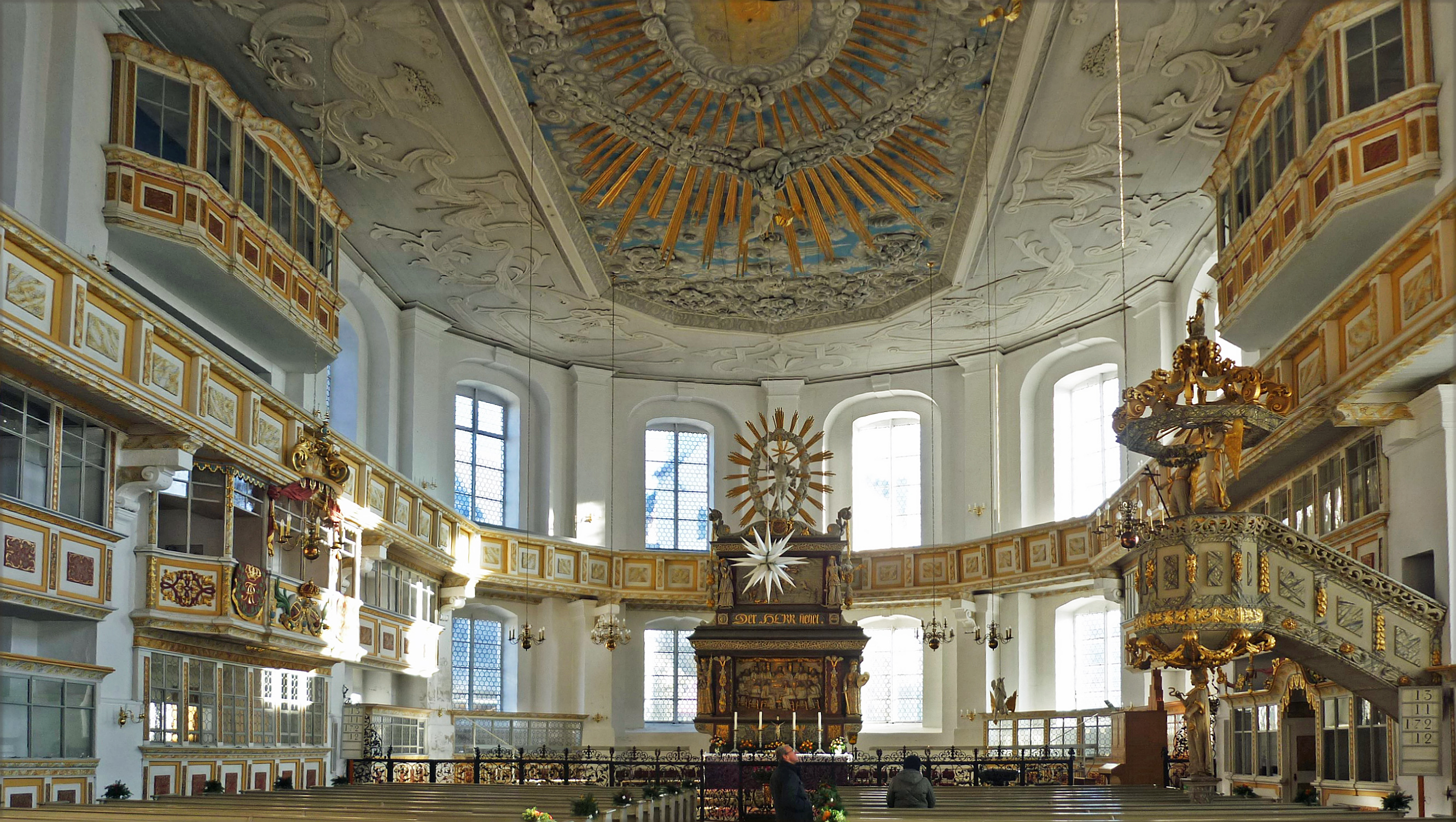
Kirchenschiff mit Amtschor, Altar und Kanzel

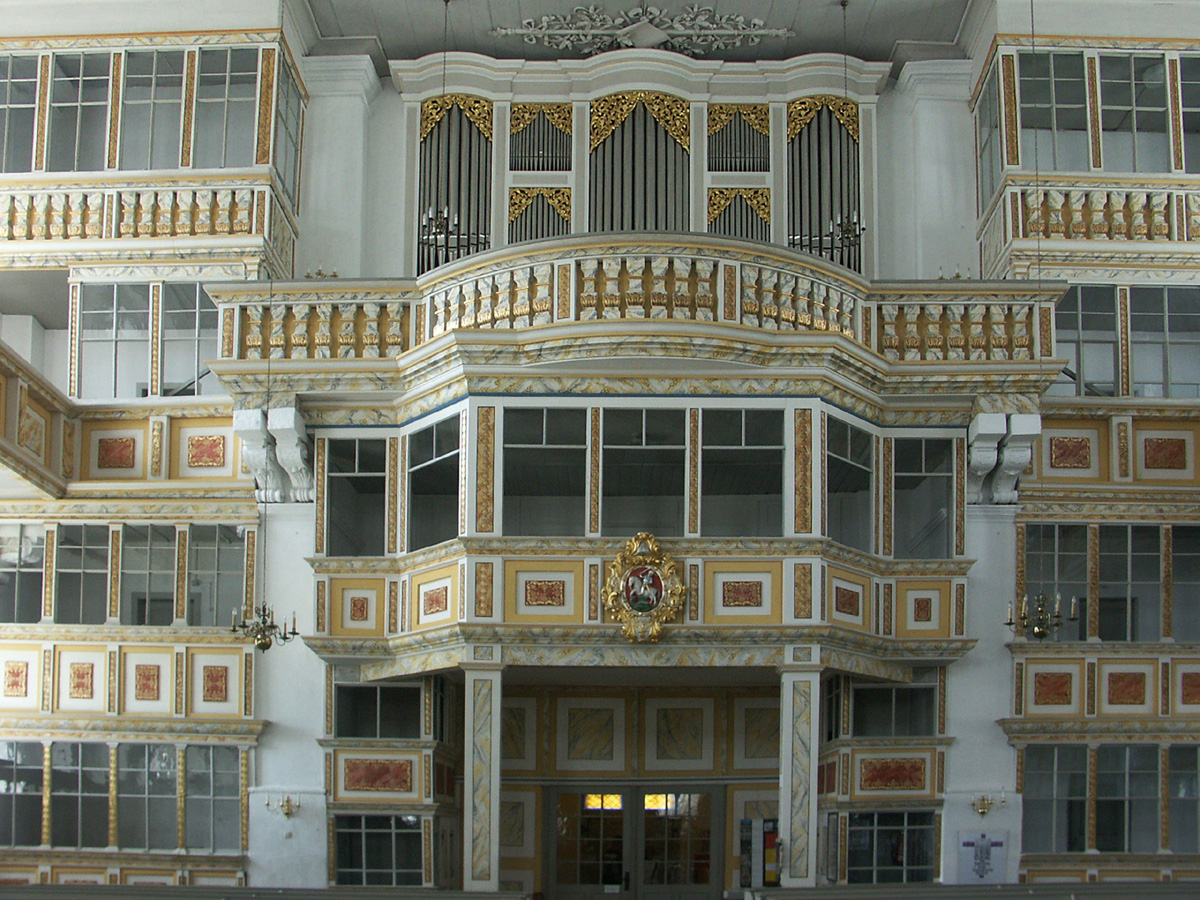
Westseite mit Ratschor und Orgelempore

Die evangelisch-lutherische St.-Georgen-Kirche ist eine barocke Saalkirche, die gemeinsam mit dem Schloss das Stadtbild von Schwarzenberg prägt.

## Geschichte
Nachdem die alte Stadtkirche für die Bewohner der Stadt zu klein und unansehnlich geworden war, sollte eine neue Kirche errichtet werden. Dafür stifteten der sächsische Kurfürst Johann Georg III. und der Schwarzenberg Oberzehnder und Austeiler Balthasar Lehmann jeweils eine Hälfte des Bauplatzes an der Stelle des 1629 abgebrannten Amtshauses auf dem Gelände der ehemaligen Vorburg des Schlosses. 
Eine zinnerne Tafel, die bei der Grundsteinlegung am 6. Mai 1690 eingelegt wurde, berichtet von den Beteiligten des Baus. Die Pläne wurden vom Lößnitzer Architekten Johann Georg Roth entworfen. Für die Bauausführung waren der Maurermeister Johann Georg Pauli und der Zimmermeister Samuel Georg, beide aus Schwarzenberg, verantwortlich. 
Nach neun Jahren Bauzeit wurde das Gotteshaus in der Bauform einer Querkirche am 22. Oktober 1699 geweiht. Das barocke Altargitter von 1721 stammt von dem Schwarzenberger Zacharias Georgi.
Erst am 17. Juli 1722 wurde dem Turm ein Knopf mit Fahne und Kreuz aufgesetzt. Sechs Jahre später wurde die reich geschnitzte, freitragende Holzdecke eingefügt, die auf Grund ihrer Konstruktion überregionale Bekanntheit erlangte: lichte Weite des Raumes 34 × 18 Meter.

## Orgel
Die Orgel stammt aus der Orgelbauwerkstatt Hermann Eule (Bautzen) und wurde 1993 erbaut. Das Orgelgehäuse wurde ebenfalls 1993 erbaut, in Anlehnung an das von Gottfried Silbermann in Forchheim gestaltete Gehäuse. Das Instrument hat 39 Register auf Schleifladen. Die Spiel- und Registertrakturen sind mechanisch.
| I Hauptwerk C–g3 |                   |       |
| 1.               | Bordun            | 16′   |
| 2.               | Prinzipal         | 8′    |
| 3.               | Holzflöte         | 8′    |
| 4.               | Quintade          | 8′    |
| 5.               | Oktave            | 4′    |
| 6.               | Spitzflöte        | 4′    |
| 7.               | Quinte            | 2 ⁄3′ |
| 8.               | Oktave            | 2′    |
| 9.               | Larigot           | 1 ⁄3′ |
| 10.              | Cornett V (ab b0) | 8′    |
| 11.              | Mixtur IV         |       |
| 12.              | Zimbel III        |       |
| 13.              | Fagott            | 16′   |
| 14.              | Trompete          | 8′    |
|                  | Tremulant         |       |

| II Schwellwerk C–g3 |              |        |
| 15.                 | Stillgedackt | 16′    |
| 16.                 | Prinzipal    | 8′     |
| 17.                 | Spitzgambe   | 8′     |
| 18.                 | Gedackt      | 8′     |
| 19.                 | Unda maris   | 8′     |
| 20.                 | Oktave       | 4′     |
| 21.                 | Rohrflöte    | 4′     |
| 22.                 | Salizet      | 4′     |
| 23.                 | Rohrnasat    | 2 ⁄3′  |
| 24.                 | Oktave       | 2′     |
| 25.                 | Terz         | 1 3⁄5′ |
| 26.                 | Sifflet      | 1′     |
| 27.                 | Mixtur IV    |        |
| 28.                 | Holzdulzian  | 16′    |
| 29.                 | Cromorne     | 8′     |
|                     | Tremulant    |        |

| Pedal C–f1 |                 |         |
| 30.        | Prinzipalbaß    | 16′     |
| 31.        | Subbaß          | 16′     |
| 32.        | Quintbaß        | 10 2⁄3′ |
| 33.        | Oktavbaß        | 8′      |
| 34.        | Gedacktbaß      | 8′      |
| 35.        | Choralbaß       | 4′      |
| 36.        | Mixtur V        |         |
| 37.        | Posaune         | 16′     |
| 38.        | Franz. Trompete | 8′      |
| 39.        | Klarine         | 4′      |

- Koppeln: II/I, I/P, II/P
- Spielhilfen: Elektronische Setzeranlage

## Geläut
Das Geläut besteht aus drei Eisenhartgussglocken und einer Bronzeglocke. Der Glockenstuhl besteht aus einer Stahlkonstruktion.
Im Folgenden eine Datenübersicht des Geläutes:
| Nr. | Gussdatum | Gießer                                 | Durchmesser   | Masse   | Material | Schlagton |
| --- | --------- | -------------------------------------- | ------------- | ------- | -------- | --------- |
| 1   | 1947      | Glockengießerei Schilling & Lattermann | Eisenhartguss | 1610 mm | 2052 kg  | es′       |
| 2   | 1947      | Glockengießerei Schilling & Lattermann | Eisenhartguss | 1350 mm | 1158 kg  | ges′      |
| 3   | 1947      | Glockengießerei Schilling & Lattermann | Eisenhartguss | 1195 mm | 725 kg   | as′       |
| 4   | 1878      | Glockengießerei H. Große               | Bronze        | 1357 mm | 1332 kg  | d′        |

## Türmer
- Die St.-Georgen-Kirche ist Arbeitsplatz des Türmers der Stadt Schwarzenberg.[4]

## Bilder

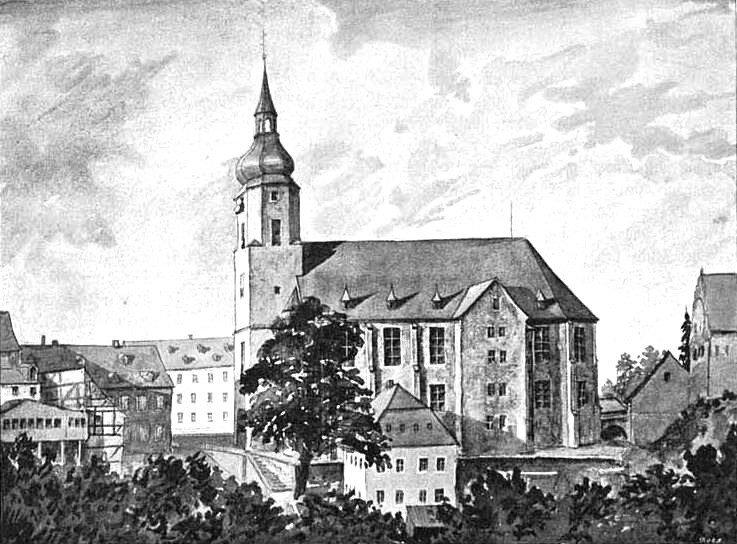
Historische Ansicht um 1900
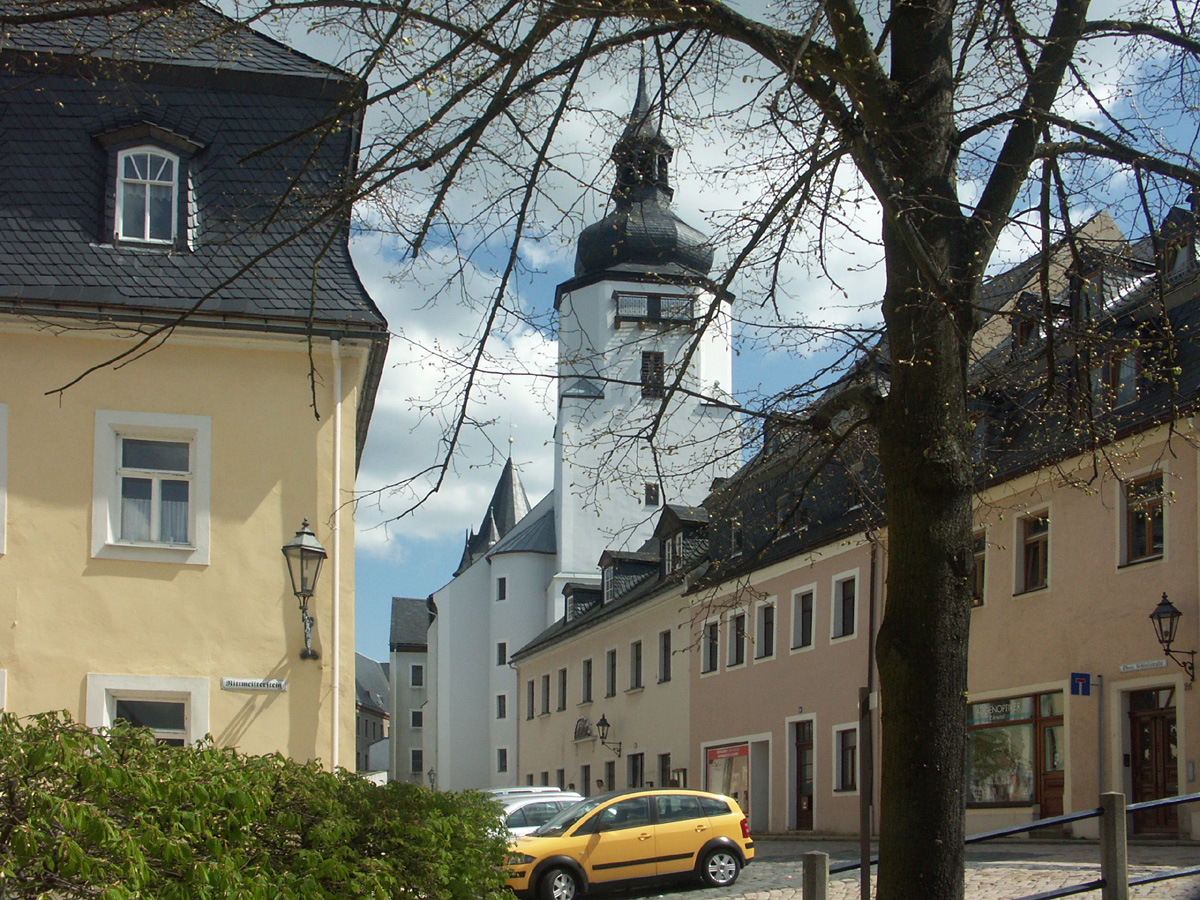
Obere Schlossstraße und Georgenkirche
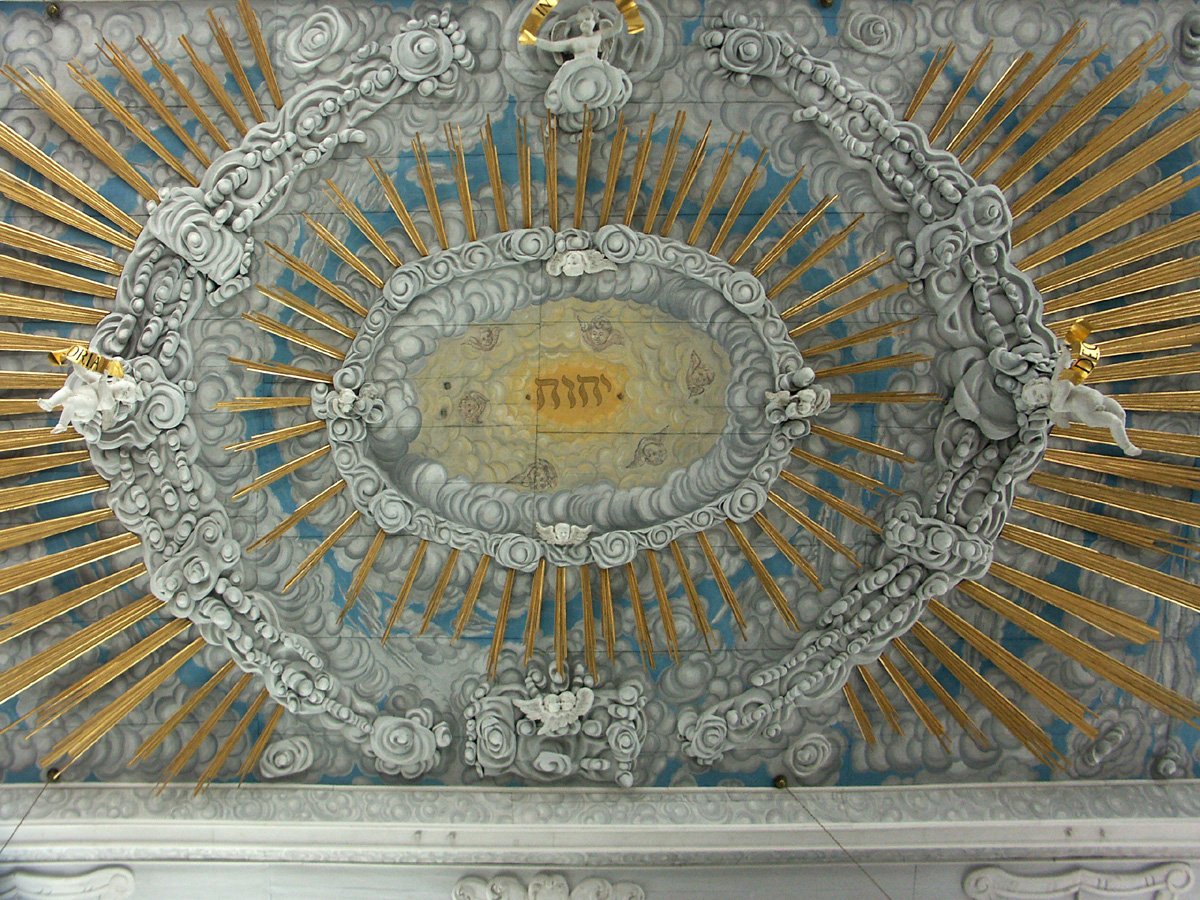
Holzdecke mit Gottesname im Strahlenkranz
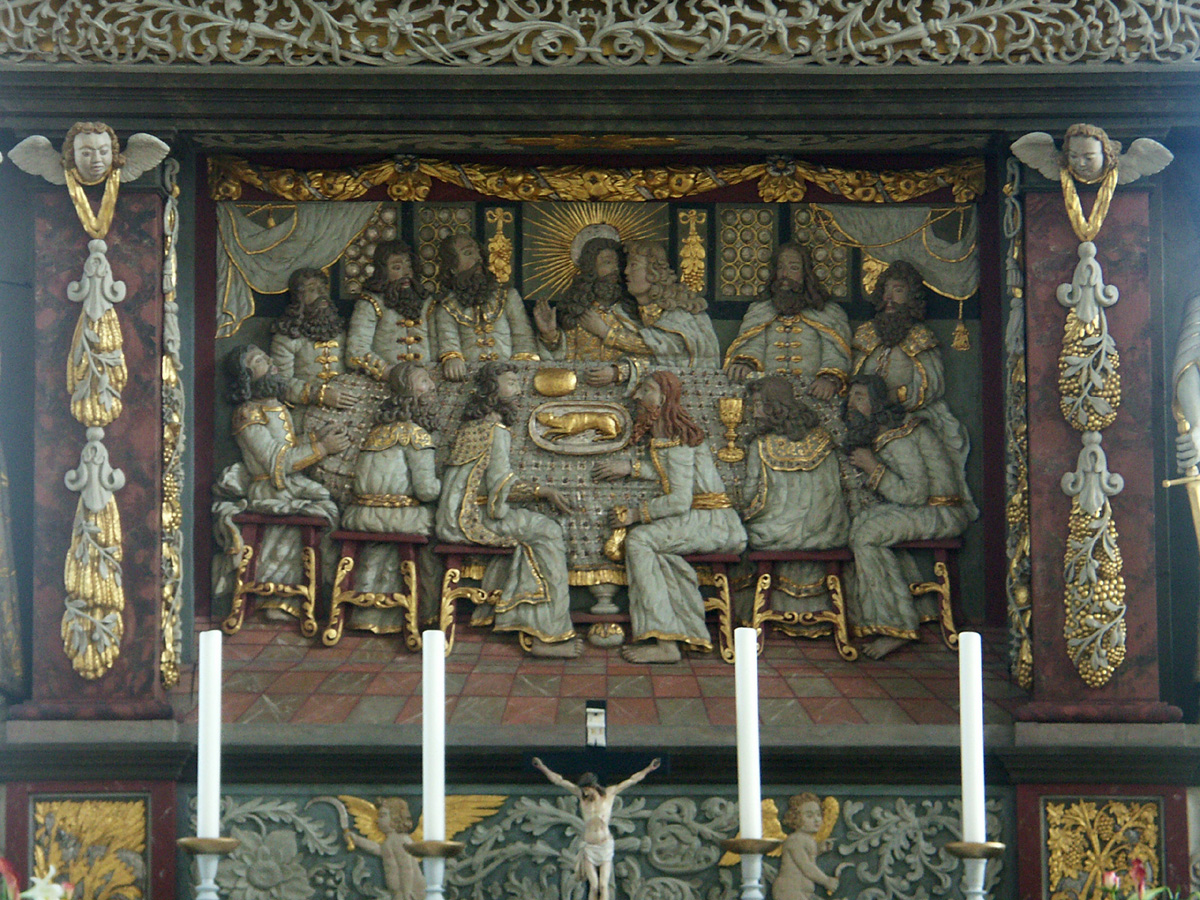
Abendmahlrelief auf dem Altar
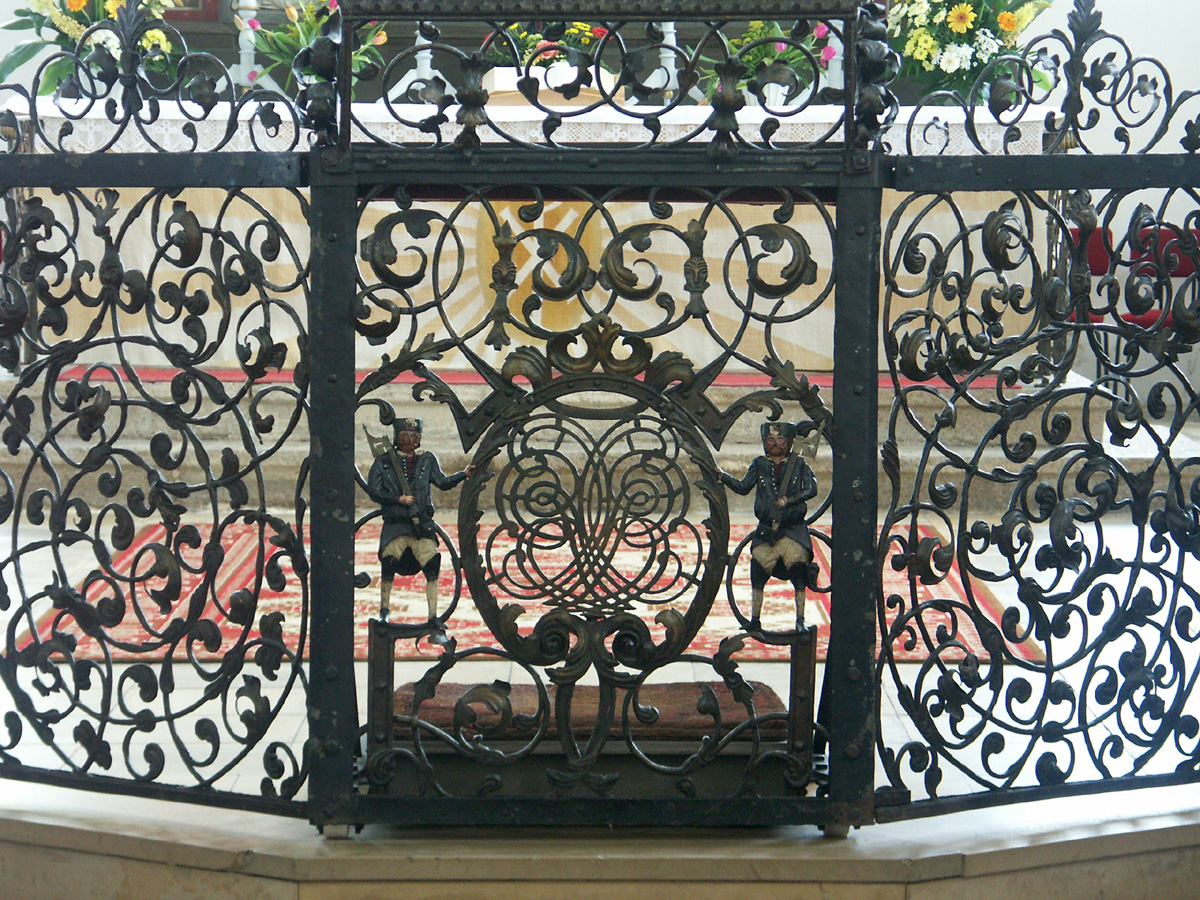
Mittelteil des Chorgitters von Zacharias Georgi
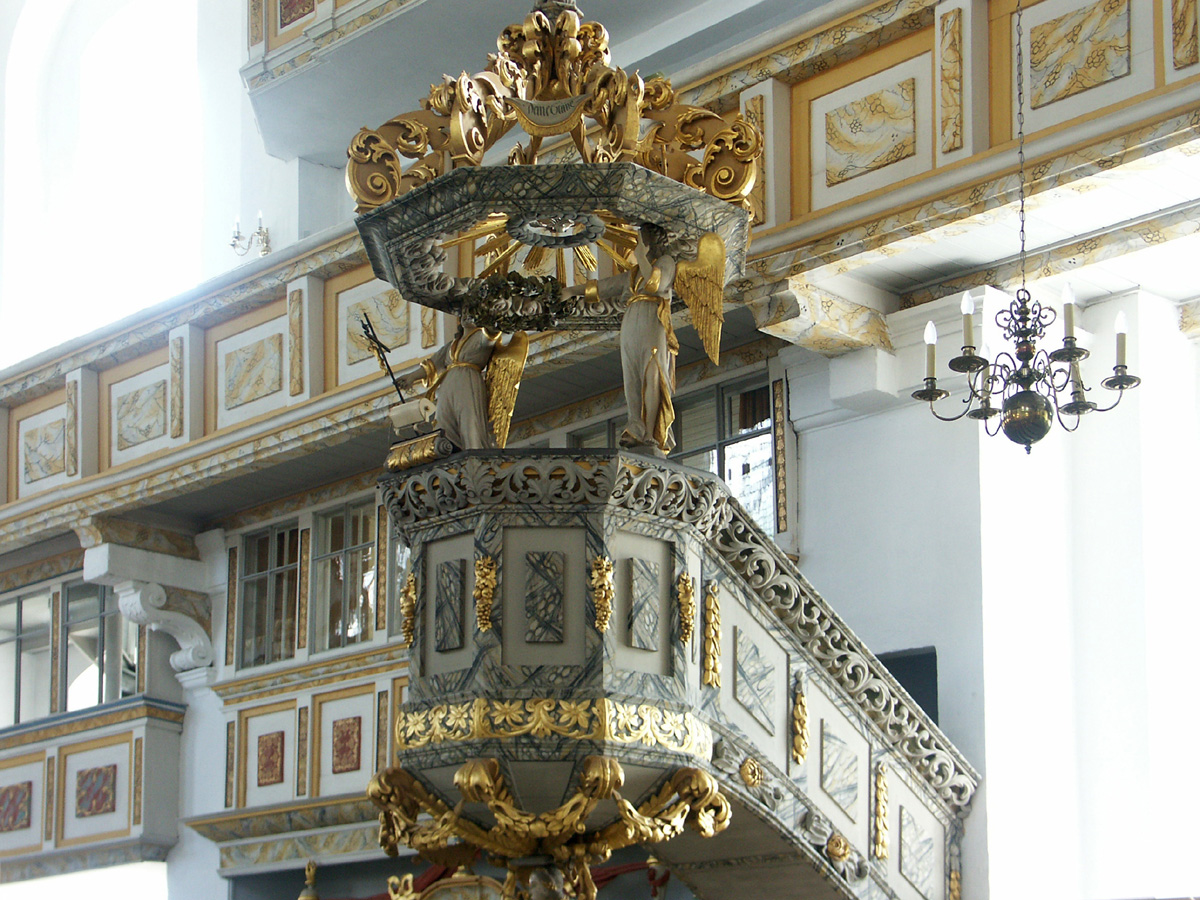
Kanzel
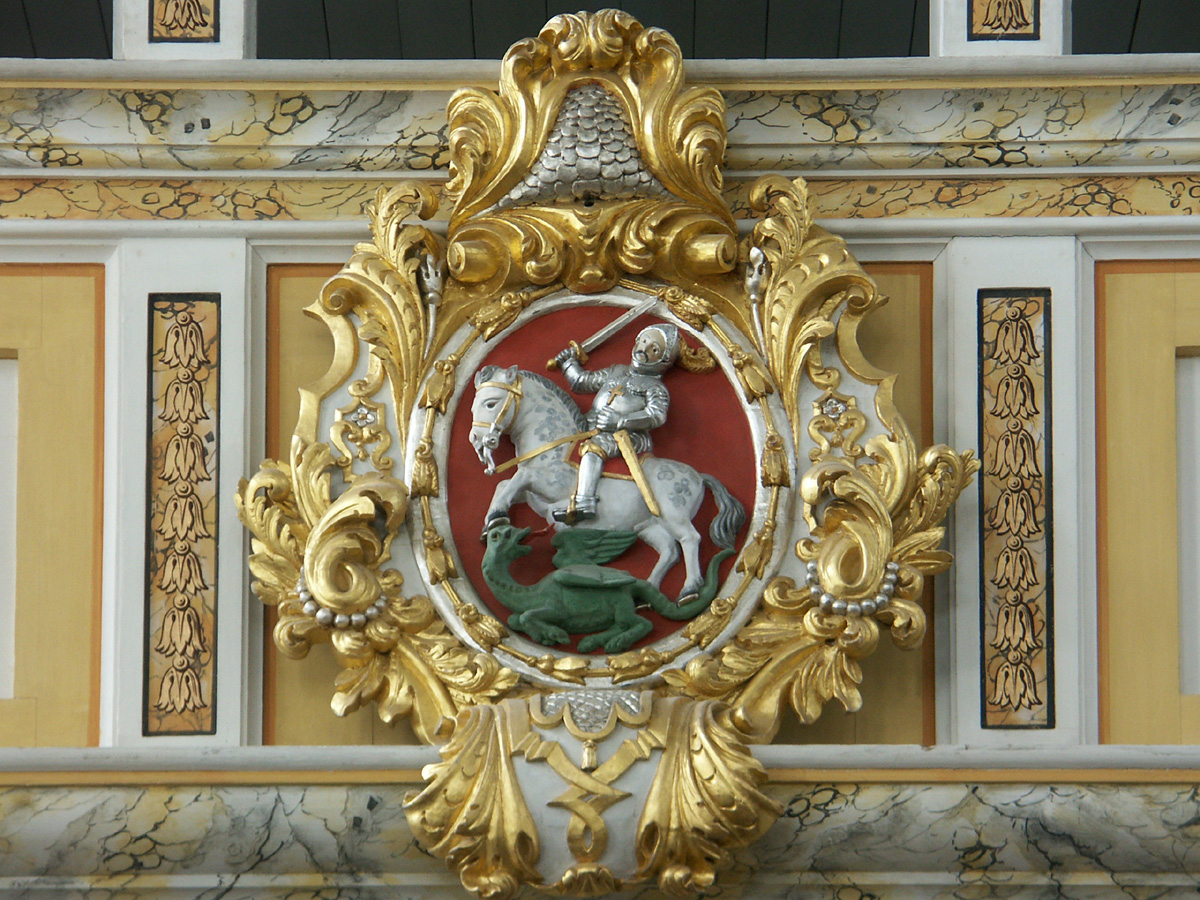
Stadtwappen am Ratschor
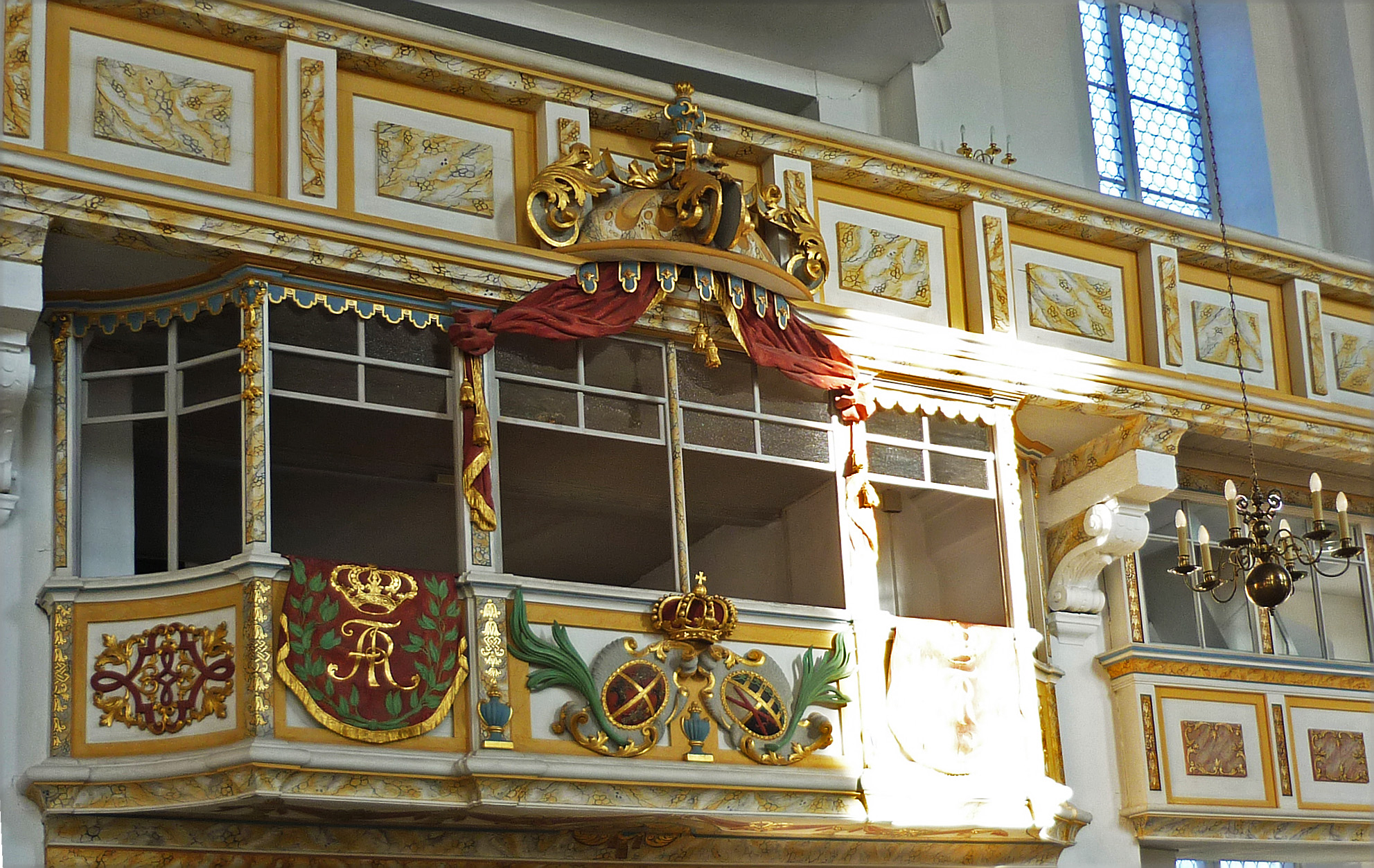
Ehemalige Kurfürstenloge

## Pfarrer seit 1511
Eine Übersicht auf pfarrerbuch.de listet die Pfarrer der Kirchgemeinde seit 1511 auf.

## MDR-Radio-Gottesdienst
Am 8. September 2024 übertrug das Radioprogramm MDR Kultur den Gottesdienst aus dieser Kirche in seinem aktuellen Programm und ermöglichte dem Gotteshaus und der Kirchgemeinde eine größere Bekanntheit.